# Chelonus convexus
Chelonus convexus är en stekelart som beskrevs av Mccomb 1968. Chelonus convexus ingår i släktet Chelonus och familjen bracksteklar. Inga underarter finns listade i Catalogue of Life.